# ウォレス線

ウォレス線（赤線）右下がオーストラリア区、左上が東洋区

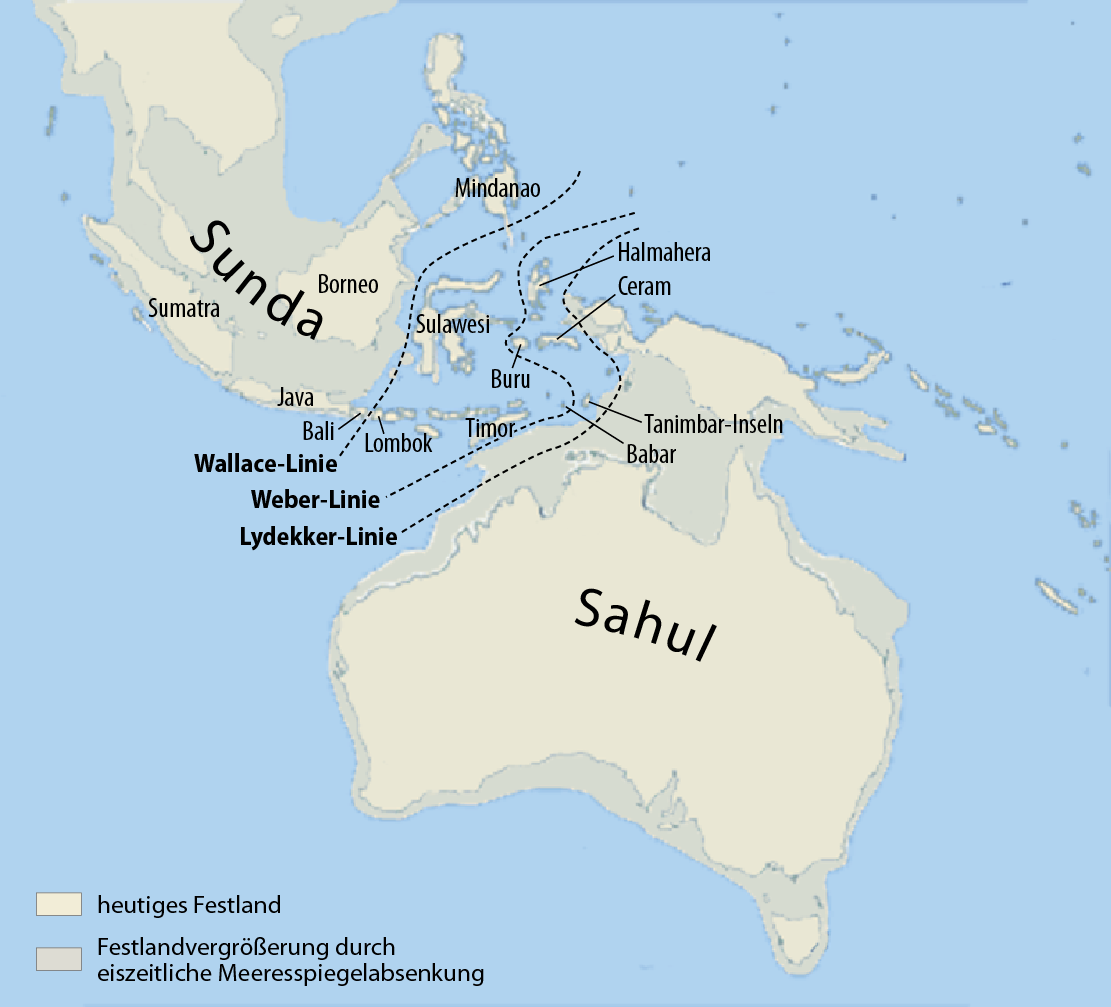
インドネシア多島海の生物分布境界線（黒色の点線）。左上がウォレス線、中央がウェーバー線、右下がライデッカー線。左上の陸地「Sunda」はスンダランド、中央下寄りの陸地「Sahul」はサフルランド。

ウォレス線（ウォレスせん, Wallace Line, Wallace's Line）とは、インドネシアのバリ島、ロンボク島間のロンボク海峡からスラウェシ島の西側、マカッサル海峡を通りフィリピンのミンダナオ島の南に至る東に走る生物の分布境界線のこと。これより西の生物相は生物地理区のうちの東洋区に属し、東はオーストラリア区に属するというもの。1868年、アルフレッド・ラッセル・ウォレスが発見したことからこの名がついた。ウォーレス線、ワラス線ともよばれる。
氷期には海面が下降し、東南アジア半島部からボルネオ島、バリ島までの一帯がスンダランドと呼ばれる陸続きとなっていた。同様に、パプアニューギニアとオーストラリアはサフルランドを形成していた。しかし、スンダランドの東側とサフルランドの西側は陸続きにはならなかったことから、生物相が異なる状態が現在に至るまで続いているものと考えられている。